# I.M
Им Чхангюн (в русскоязычных СМИ иногда неверно Им Чангюн, кор. 임창균; известен под сценическим псевдонимом I.M) — южнокорейский рэпер и певец. Дебютировал в бойз-бэнде Monsta X через шоу на выживание No.Mercy в 2015 году. Сольный дебют состоялся 19 февраля 2021 года с мини-альбомом Duality.

## Биография

### Ранняя жизнь
Им Чхангюн родился 26 января 1996 года в Сувоне, но своим родным городом называет Кванджу. Большую часть раннего возраста он провел за границей, и жил в Израиле в Иерусалиме в том числе жил в Бостоне в штате Массачусетс, где его отец работал в Гарвардском университете.
В 2013 году присоединился к бой-бэнду Nu’bility на лейбле Special K Entertainment. Группа не дебютировала официально.
в 2015 Чхангюн стал тринадцатым и последним присоединившимся участником в шоу на выживание от Mnet No.Mercy. Он стал одним из семи победивших на шоу, попав в южнокорейский бой-бэнд Monsta X, который дебютировал на лейбле Starship Entertainment.

### 2015—2020: Дебют в Monsta X и сольный дебют
В мае 2015 года АйЭм дебютировал в группе Monsta X с первым мини-альбомом Trespass С мая 2016 года Чхангюн начинает вести сольную деятельность, выпустив под псевдонимом микстейп I.M «Who Am I?» с участием Yeseo. В этом же году, 20 октября совместно с продюсером Brother Su и певцом J.Han они выпустили микстейп под названием «Madeleine». Уже 21 июля 2017 года Чхангюн совместно с другим участником Monsta X Чжухоном выпустил сингл «Be My Friend». А 20 февраля 2018 года I.M выпустил сольный сингл под названием «Fly With Me».
В феврале 2019 года I.M озвучил аудиокнигу Оскара Уайльда «Счастливый принц», выпущенную через сервис Naver’s Audioclip. Позже в том же году он озвучил две аудиокниги вместе с Шону, также выпустив их через эту же платформу. В апреле был выпущен сингл «Horizon» и «Scent» который был совместно записан с американским певцом Elhae.
В 2020 году Чхангюн ещё раз сотрудничал с Elhae, выпустив сингл «Need to Know». После этого, он впервые выступил сольно на ток-шоу Talk Talk Information Brunch.

### 2021-настоящее время:Duality
В январе 2021 года рэпер объявил, что его сольная работа, которую он готовил в 2020 году, является первым сольным альбомом и выйдет позже в этом же году. Дебютный мини-альбом под названием Duality вышел 19 февраля с заглавным синглом «God Damn». Все пять песен с альбома попали в еженедельный чарт World Digital Song Sales Billboard, заняв двадцать процентов всего чарта. В июне этого же года он стал новой моделью для парфюма Versace Eros Fragrance.
В июле I.M вместе с другими участниками Monsta X Шону и Хёнвоном, он присоединился к летней кампании Пепси Taste of Korea, был выпущен промо-сингл «Summer Taste» вместе с певцом и актёром Рейном, участницами Brave Girls Ючжон и Юной, а также с Хонджун и Юнхо из Ateez. В августе Чхангюн принял участие в документальном фильме «Welcome To My Baverse» от Baverse Studio. В сентябре была выпущена композиция «Loop» в рамках своего участие в «Welcome To My Baverse». Он работал над производством композиции песни, и над обложкой сингла.
В августе 2022 года Starship Entertainment объявил о том, что Чхангюн уходит из лейбла, но продолжит свою деятельность в Monsta X.

## Популярность и влияние
После выхода своего сольного мини-альбома Duality, Ай Эм стал попадать на первые места в национальных и международных чартах, вызывая отклик по всему миру. Чхангюн возглавлял чарты Melon, Bugs!, iTunes, Amazon и Billboard, обогнав всемирно известных поп-исполнителей, включая Ариану Гранде, Адель и Coldplay.

## Дискография

### Мини-альбомы
- Duality (2021)
- Overdrive (2023)

## Фильмография
- No.Mercy (Mnet, 2014—2015)